# Sentimental Demais (álbum)
Sentimental Demais - Volume 25 é um álbum da dupla sertaneja brasileira Milionário & José Rico, lançado em 2000.

## Faixas
| N.º | Título                    | Compositor(es)                            | Duração |  |
| 1.  | "Quem Disse Que Esqueci"  | Darci Rossi / Alexandre                   | 3:37    |  |
| 2.  | "Aprendi a Viver"         | Mozart / Nildo Aquino                     | 3:39    |  |
| 3.  | "Brigas"                  | Jair Amorim / Evaldo Gouveia              | 3:35    |  |
| 4.  | "Um Beijo e Um Adeus"     | Zé Henrique                               | 3:37    |  |
| 5.  | "Pra Sempre"              | Rick / Alexandre                          | 3:50    |  |
| 6.  | "Tô Com Ela"              | Leal                                      | 3:24    |  |
| 7.  | "Te Amar Não Faz Sentido" | Fátima Leão / Elias Muniz                 | 3:48    |  |
| 8.  | "Intimidade"              | Eunice Barbosa / Célia Rocha / Neno Meyer | 3:50    |  |
| 9.  | "Ausência"                | João Renes                                | 3:24    |  |
| 10. | "Linda Morena"            | José Rico / Oscar Safuan                  | 3:48    |  |
| 11. | "Tô de Olho"              | Zé Henrique                               | 3:11    |  |
| 12. | "Sentimental Demais"      | Jair Amorim / Evaldo Gouveia              | 2:26    |  |
| 13. | "Tributo aos Amigos"      | José Rico / Oscar Safuan                  | 4:26    |  |
| 14. | "Eu Levo a Vida Sonhando" | Cezar / Júnior                            | 3:06    |  |

## Créditos
- Direção Artística – Wilson Souto Junior*
- Gerência Artística – Márcio Rolim
- Coordenação de Estúdio – Ana Mello, Cristiane Feris
- Gerente de Produto – Ediméia Silva*
- Coordenação Gráfica – Cláudia Lima, Silvia Panella
- Graphics – Oscar Paolillo
- Assistente de Mixagem – André Malaquias
  - Photography By – Paulo Vasconcellos
  - Producer [Arregimentação] – Milton José
  - [Assistente de Estúdio] – Daniel Augusto, David Malaquias, Glauco Almeida
  - Technician [Recording] – Aquilino Simões*
  - Technician [Recording], Mixed By – Elcio Alvarez Filho